# Canal de Heusden
Le Canal de Heusden (en néerlandais : Heusdensch Kanaal) est un canal qui se trouve sur la frontière des provinces du Gueldre et du Brabant-Septentrional. Le canal a une longueur de 2,3 km.

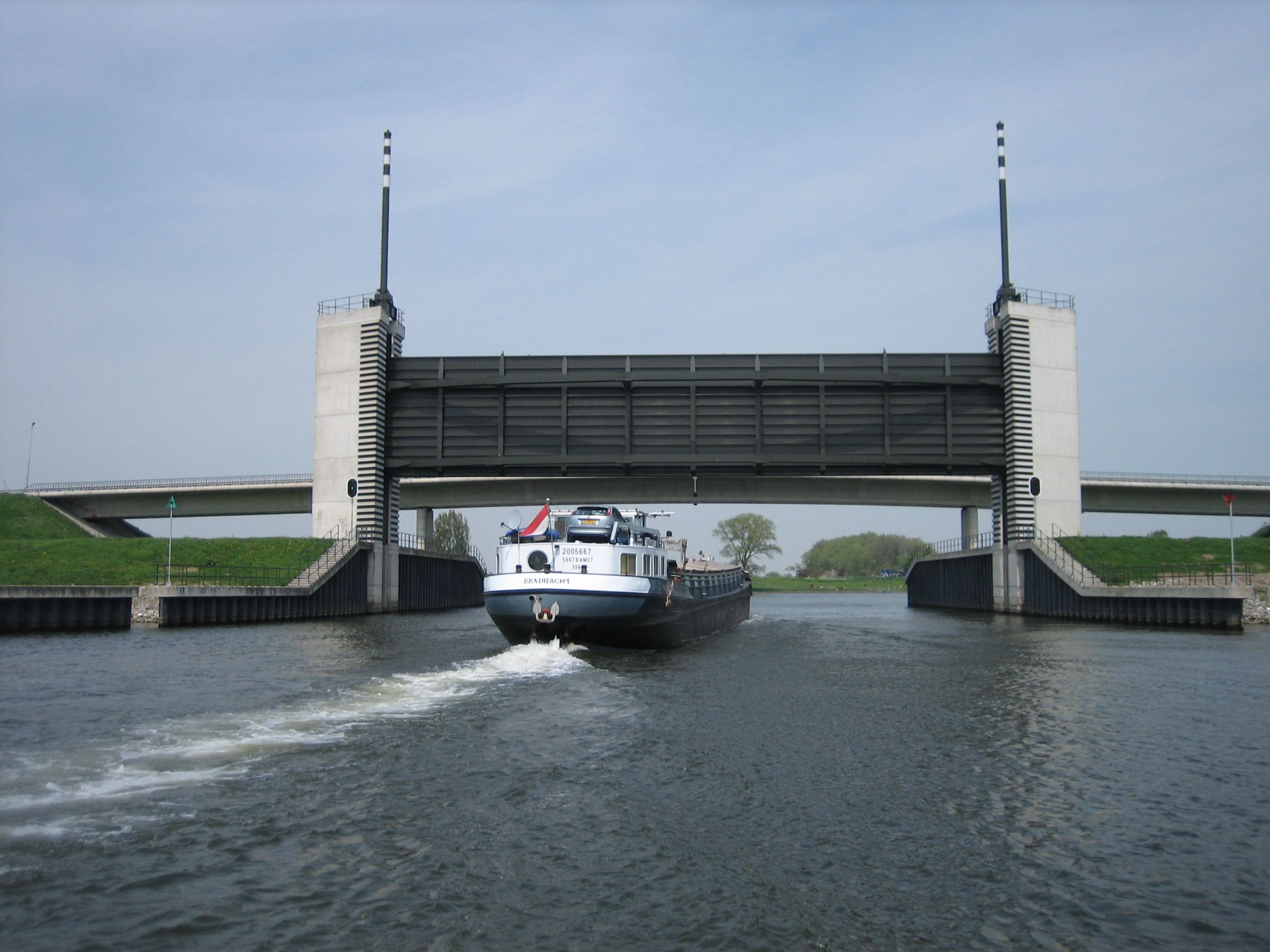
La porte de garde Kromme Nolkering

Le canal relie l'Afgedamde Maas à la Bergsche Maas et se situe entre Wijk en Aalburg et l'île de Nederhemert, en face du port de Heusden. C'est cette dernière ville qui lui a donné son nom. A l'entrée sud du canal, du côté de la Bergsche Maas, se trouve une porte de garde, la Kromme Nolkering; elle a été construite en 1995, quand il s'est avéré que la protection contre les inondations par les digues du Heusdensch Kanaal et de l'Afgedamde Maas ne suffisait pas en cas de crues extrêmes. Près de cette porte de garde est construite le seul pont sur le canal, relient Wijk en Aalburg et Eethen à Ammerzoden.

## Source
- (nl) Cet article est partiellement ou en totalité issu de l’article de Wikipédia en néerlandais intitulé « Heusdensch Kanaal » (voir la liste des auteurs).